# 폴라 테일러
폴라 테일러(태국어: พอลล่า เทเลอร์, 영어: Paula Taylor, 1983년 1월 20일 ~ )는 타이의 배우, 모델, 사회자이다.

## 출연 작품
- 헬게이트 (2011)
- 러브 온 라인 (2009)
- 어메이징 레이스 아시아 (2006)
- 더 메모리 (2006)
- 5인의 해결사 (2006)
- 섹스폰 & 더 론리 웨이브 (2003)
- 999-9999 (2002)